# Стшижовиці (Сілезьке воєводство)
Стшижовиці (пол. Strzyżowice) — село в Польщі, у гміні Псари Бендзинського повіту Сілезького воєводства.
Населення — 1842 особи (2011).
У 1975-1998 роках село належало до Катовицького воєводства.

## Демографія
Демографічна структура станом на 31 березня 2011 року:
|          | Загалом | Допрацездатний вік | Працездатний вік | Постпрацездатний вік |
| -------- | ------- | ------------------ | ---------------- | -------------------- |
| Чоловіки | 855     | 147                | 597              | 111                  |
| Жінки    | 987     | 162                | 551              | 274                  |
| Разом    | 1842    | 309                | 1148             | 385                  |